# شکیب مصدق
شکیب مصدق (زاده ۲۴ فوریه ۱۹۸۲ در هرات) خواننده، آهنگساز، شاعر و نویسنده و فعال اجتماعی اهل افغانستان است. او همچنین یکی از اعضای هیئت مدیرهٔ خانه فرهنگ افغانستان است.

## زندگی‌نامه
شکیب مصدق در ۵ اسفند ۱۳۶۰ در شهر هرات، افغانستان به دنیا آمد.
پدر و مادر او به دلایل جنگ و تحولات زود به زود فضای سیاسی کشور خانه‌نشین شدند و او در کنار تأمین مخارج خانه و خانواده به کسب تجارب و همچنین تعیین آینده خود پرداخت. در اوج فشارهای سیاسی حاصله از حکومت طالبان، آموخته‌های موسیقی خود را به‌طور مخفیانه و زیر زمینی در سنین نوجوانی آغاز کرد و بعدها هم‌زمان با سقوط دولت طالبان، شروع به فیلم‌نامه نوشتن کرد. او در نخستین اثر هنری خود که فیلمی به نام «سرنوشت» بود به عنوان بازیگر و کارگردان موسیقی پا به عرصهٔ هنر گذاشت و با بستن قرارداد با تلویزیون‌های داخلی، سرودن و تولید آهنگ‌هایی در سبکی متفاوت جایگاه ویژه‌ای در میان مردم پیدا کرد.
او به عنوان یک هنرمند محبوب، کنسرت‌هایی بزرگ در داخل افغانستان با اهداف کمک رسانی به مردم برگزار کرد. مصدق فعالیت‌های هنری‌اش را با همکاری دوستش مسعود حسن‌زاده شاعر، نویسنده و گیتاریست ادامه داده و ثمرهٔ این همکاری منجر به تشکیل یک گروه موسیقی اعتراضی به نام مورچه‌ها در سبک راک بلوز شد.
از سال ۲۰۰۶ افزون بر فعالیت‌های فردی و خوانندگی در گروه مورچه‌ها، در کارهایش از وضعیت جامعهٔ آن زمان و این‌بار بدون ترس، واضح و رادیکال در سبک راک آهنگ سرود و خواند. همین کار باعث بروز مشکلات فراوانی در زندگی شخصی، اجتماعی و هنری او شد. مشکلاتی که او را مجبور به ترک افغانستان کرد.

### مهاجرت به آلمان
او در سال ۲۰۱۱ به همراه خانواده‌اش به کشور آلمان پناهنده شد و در شهر هامبورگ به فعالیت‌های هنری و سیاسی خود ادامه می‌دهد.

### بازگشت دوباره به افغانستان
مصدق در سال ۲۰۱۳ پس از انتشار هفدهمین آلبوم‌اش دوباره به افغانستان رفت اگرچه اینبار برنامه‌های او توسط روحانیان افراطی و دولت افغانستان لغو می‌شوند. پس از بازگشت به آلمان با خواندن نسخهٔ فارسی آهنگ «بلاچاو» به نماد اعتراضات خیابانی جوانان در افغانستان تبدیل شد و در آغاز بحران پناهجویی در اروپا دوباره اقدام به ساختن آلبومی در مورد وضعیت پناهجویان کرد. او این آلبوم را به نام کودک سوری آلان کردی که در دریا غرق و سوژهٔ رسانه‌ها و نماد وضعیت بحرانی پناهجویان شد، منتشر کرد.
او در سال ۲۰۱۵ دوباره راهی افغانستان شد و اینبار با استقبال پرشکوه و گستردهٔ رسانه‌ها و مردم افغانستان مواجه شد، طوری که آلبوم آیلان مدت‌ها سرتیتر رسانه‌ها شد.

## فعالیت‌ها
او کنسرت‌های بزرگی برای کمک به کودکان بی‌سرپرست و کمپ‌های ترک اعتیاد برگزار کرد. در خیابان‌های کابل با اعتراضات ضد جنگ، علیه بیکاری و سیاست‌های نادرست دولت با مردم کابل همراه شد و چون حضورش در هر مکانی مورد توجه رسانه‌ها قرار می‌گرفت با حضور خود هر صدای اعتراض و دادخواهی را رسانه‌ای و مؤثر می‌کرد.
مصدق به دلیل مشکلات امنیتی که برای خود و خانواده اش جدی تلقی می‌شود دوباره به آلمان بازگشت و در ادامه آلبوم آیلان را که حاوی پیام پناهجویان برای مردم آلمان و همچنین پیام تلاش و امید و ادغام مجدد پناهجویان در آلمان بود را به زبان آلمانی ترجمه و در قالب «سی‌دی» منتشر کرد. آلبوم آیلان با دو زبان آلمانی و فارسی در کنسرت‌ها و برنامه‌های گوناگون در داخل آلمان و در سایر کشورهای اروپایی اجرا شده‌است. شکیب مصدق در دور پانزدهم ستارهٔ افغان به‌حیث داور شروع به کار کرد.